# 張翰 (萬曆進士)
張翰（1550年—1586年），字文華，號嗣菴，直隸廣平府永年縣人，民籍，明朝政治人物。

## 生平
萬曆元年（1573年）癸酉科順天鄉試四十二名，萬曆十四年（1586年）丙戌科會試二百七十七名，登三甲第二百六十三名進士。兵部观政，本年五月丁憂，卒。

## 家族
曾祖張興；祖父張廷寶；父張永豐，曾任府學生。母馬氏。慈侍下。兄张翥、张翹。